# Economic and Political Weekly
Economic and Political Weekly (рус. Экономический и политический еженедельник) — индийский левый теоретический журнал, основанный Сачином Чаудури в 1949 году как Economic Weekly, а в 1966 году получивший своё современное название. Имеет статус рецензируемого академического издания в сфере социальных наук.
На его страницах публиковались такие заслуженные исследователи и политические деятели, как Андре Гундер Франк, Сумантра Банерджи, Ашок Митра, Прабхат Патнаик, Парта Чатерджи, Биплаб Дасгупта, Амия Кумар Багчи, Виджай Прашад, Азад, Бетси Хартманн и др.